# Karl Hentschel (General)
Karl Aloys Franz Hentschel (* 23. September 1899 in Neudamm; † 12. Dezember 1956 in Münster) war ein deutscher Offizier in der Luftwaffe der Wehrmacht.

## Leben
Hentschel trat am 8. April 1920 in die Fliegerstaffel der Polizei in Allenstein ein und nahm eine Ausbildung an der Technischen Schule der Polizei auf. Nachdem er am 29. April 1927 die Beförderung zum Leutnant der Polizei erhalten hatte, erhielt er ab Juni 1928 an der Deutschen Verkehrsfliegerschule in Schleissheim eine Flugzeugführerausbildung. Dort am 26. März 1929 zum Oberleutnant der Polizei befördert, erhielt er noch eine Ausbildung zum Führen eines Lastenseglers. Ab dem 1. Oktober 1931 war er am Polizei-Institut für Technik und Verkehr tätig, wo er zum Hauptmann befördert wurde.
Am 1. Oktober 1934 wechselte er zur Luftwaffe und erhielt in der Fliegergruppe Schleissheim eine Einweisung in den Instrumentenflug. Anschließend war er ab dem 1. November 1934 Kommandeur der Flugzeugführerschule Gablingen, bevor er am 1. April 1935 zur Jagdfliegerschule Schleissheim wechselte, wo er eine Jagdfliegereinweisung erhielt. Ab dem 1. April 1936 übernahm er erst die Aufgabe eines Funk- und Navigationsoffiziers im Jagdgeschwader 165, bevor er Staffelkapitän einer Jagdstaffel wurde. Anschließend nahm er mit der Aufklärungsstaffel der Legion Condor am Spanischen Bürgerkrieg teil, bevor er am 1. August 1938 die Aufgabe eines Ersten Generalstabsoffiziers der 3. Flieger-Division übernahm.
Am 1. Oktober 1938 in den Generalstab der Luftwaffe versetzt, erreichte ihn am 1. September 1939 die Beförderung zum Major. Am 28. September 1939 wechselte er als Stabschef zum Fliegerführer z.b.V. der Luftflotte 4 und nahm am Überfall auf Polen teil. In gleicher Funktion diente er ab dem 1. Februar 1940 beim Fliegerkorps z. b. V. der Luftflotte 2, bevor er am 1. April 1940 als Gruppenkommandeur die II. Gruppe des Jagdgeschwaders 77 übernahm. Diese führte er im Westfeldzug und während der Luftschlacht um England, bevor er am 1. Dezember 1940 zur Jagd-Flieger-Schule 1 in Werneuchen wechselte. Ab dem 14. Januar schlossen sich Stabsverwendungen beim Jagdfliegerführer 3, beim Fliegerführer Irak, beim Luftgaukommando Südost in Athen an. Am 17. August 1942 übernahm er die Aufgabe als Jagdfliegerführer 1. In weiterer Folge war er danach Jagdfliegerführer 2 und 3, bevor er am 1. April 1943 Oberst wurde. Ab 1. Juni 1943 Höherer Fliegerführer 4 wechselte er am 1. Oktober 1943 als Kommandeur zur 3. Jagd-Division, bevor er am 30. Dezember 1943 die 5. Jagd-Division übernahm. Am 1. Dezember 1944 erhielt er seine Beförderung zum Generalmajor, bevor er am 26. Januar 1945 zur 16. Flieger-Division wechselte. Noch am 10. April übernahm er die 7. Jagd-Division und führt ab dem 1. Mai 1945 den Einsatzverband Hentschel, bevor er nach der bedingungslosen Kapitulation der Wehrmacht in alliierte Kriegsgefangenschaft kam, aus der er im Juli 1948 entlassen wurde.
Hentschel beteiligte sich im Januar 1951, gemeinsam mit Willi Agatz, Manfred von Brauchitsch, Reinhold Schneider und anderen, an der Organisation eines Volksbegehren gegen die Wiederbewaffnung und die Westintegration der BRD.